# 麥國風
麥國風（英語：Michael Mak Kwok-fung，1955年8月23日—）是前香港立法會議員，前任香港灣仔區議會樂活選區區議員。現保釣行動委員會義務司庫。

## 生平

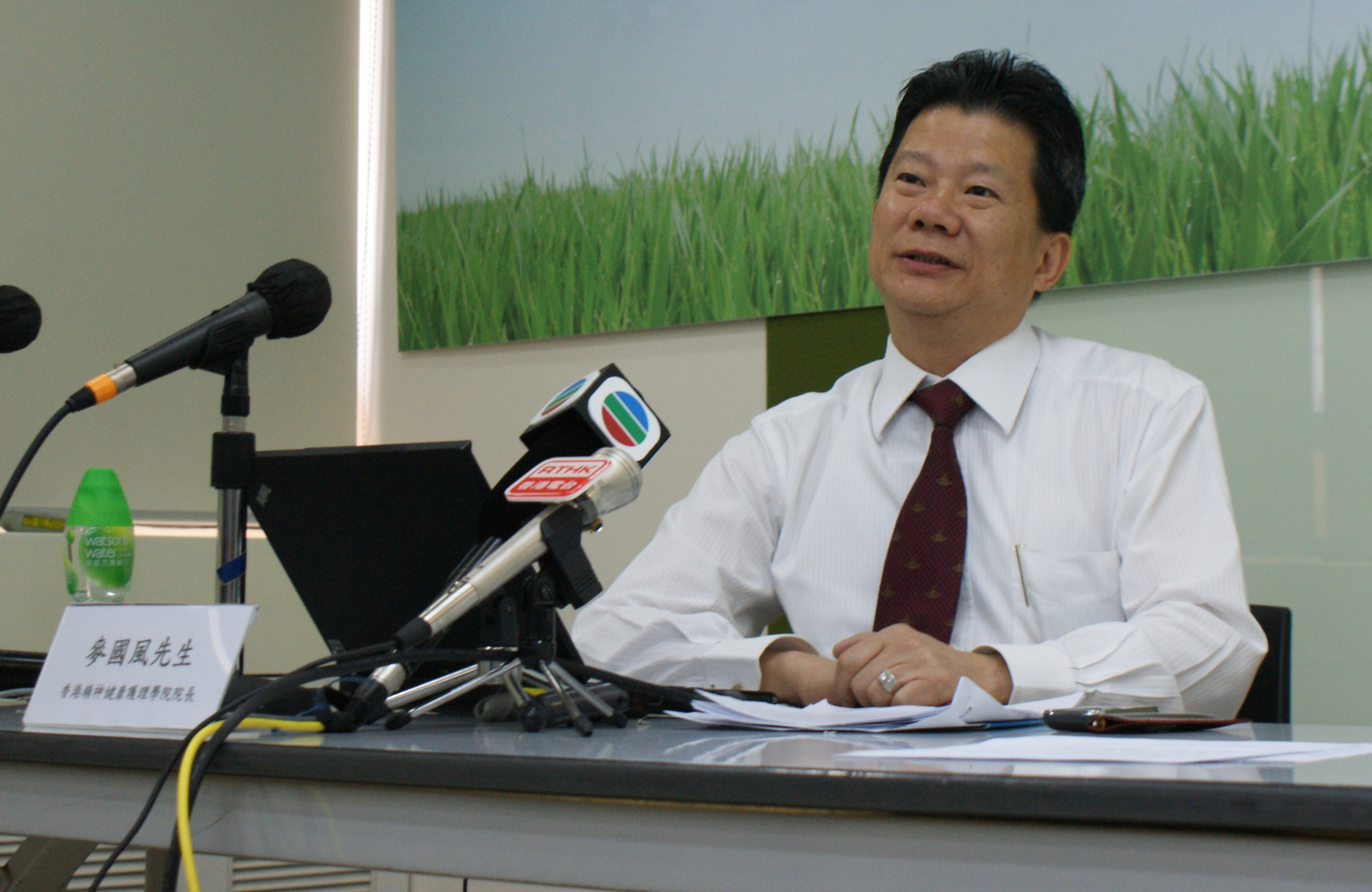
麥國風出席香港精神健康護理學院活動

麥國風自1976年起投身護理界，曾任職於青山醫院及威爾斯親王醫院，2015年9月已經由葵涌醫院的部門運作經理退休，離開醫院管理局。他熱心參與社會事務，並擔任多項護理界的公職，亦經常為護理界同業提供義務輔導服務，並為專業團體舉辦免費壓力管理講座。多年來，獲得香港愛滋病基金會發給傑出義工獎，嘉許其傑出貢獻。 另外，他積極參與控煙的工作，曾在多次國際會議上介紹葵涌醫院，在他帶領下成功由2005年開始全面禁煙。
於2000年循衛生服務界功能組別選舉加入立法會，當選香港立法會衛生服務界議員。2006年10月與黃毓民、梁國雄、陳偉業、曾健成等人創立社會民主連線。其後曾擔任社會民主連線第一屆行政委員會內務副主席、第二屆行政委員會內務副主席 (行政)兼財政。
麥國風曾於2003年就有關《基本法》第二十三條立法的會議上，直斥當時為保安局局長的葉劉淑儀偷天換日、蒙蔽市民，揶揄葉太是裁縫師及騙子，並拒絕收回有關言論，展示其敢言作風。
2004年，麥國風與何秀蘭、謹申、馮檢基及黃成智等泛民主派人士嘗試通過深港邊境，希望向正於深圳與親北京的香港各界人士會面的港澳辦官員包括喬曉陽傳達港人對0708年雙普選和民主的訴求，並反映對行政長官所提交的政改報告的意見。他們一行人辦理香港出境手續後便拉起寫有“香港民意代表團”和“抗議人大黑箱，要求中央對話”等標語步過羅湖橋，即有中方便衣人員上前，麥國風與馮檢基、黃成智獲放行，何秀蘭及涂謹申則被帶入房間短暫扣留，最後拒絕入境折返香港。獲放行的三人到深圳與當時任職人大法工委副主任的李飛會面一個多小時，但就不獲准見喬曉陽。會面中他們表達了不接納行政長官政改報告的意見。
身為社民連副主席的麥國風又於2007年3月18日民間人權陣線舉辦的「爭取普選、改善民生」大遊行上發動「搶咪行動」，在台下拉扯連接麥克風的電線，意圖「搶咪」，馮檢基本能反應「保咪」結果拉傷腰部，多名民主派成員直言此事令他們跟社民連將來很難合作，包括何俊仁、單仲偕、馮檢基、司徒華等，司徒華直指行動是「粗暴行為」。麥國風則批評泛民「沒有資格做民主派」 。
2014年9月18日，獲香港電台邀請，主持節目《左右紅藍綠》，主題為「毋忘國恥九一八」。

## 被澳門拒絕入境
2008年4月28日，麥國風以香港精神護理學院副主席身份，到澳門山頂醫院出席學術交流活動。但於入境時，遭澳門警方無理拒絕，扣留約2小時後，要求他離開。對此麥國風表示反感和憤慨。

## 赴京上訪遭扣查
2014年3月，麥國風及古桂耀以保釣行動委員會成員身份，前往北京約見人大信訪部及教育部，要求將釣魚島問題列入學校課程，並設立「釣魚列島歷史館」，讓民眾及新一代清楚了解史實。但兩人於入境時，均被公安帶入房間問話個多小時及遂一檢查行李中每件物品，其後兩人表明不會到天安門廣場抗議才放行。

## 其他
麥國風大力推廣同枱吃飯時，使用「鴛鴦」顏色的公筷，以分辨公筷及個人筷子，減低傳播病菌的機會。

## 公職
- 香港電台節目顧問團成員（醫療服務界）（2014年至2016年）
- 灣仔區議會樂活選區區議員（2008年至2011年）
- 衛生服務界立法會議員（2000年至2004年）
- 葵涌醫院部門運作經理（1994年至2015年）
- 香港愛滋病基金會義工（1991年至今）
- 兼職澳洲巴拉特大學教學院士及客席講師
- MyRadio勞永樂頻道（主持: 勞永樂、麥國風，2007年）

## 學歷及專業資格
- 澳洲卧龍崗大學榮譽院士
- 衛生服務管理學碩士
- 精神科註冊護士
- 醫療心理學證書
- 愛滋病輔導證書
- 護理行政文憑
- 職安健專業文憑

## 相關
- 2011年香港區議會選舉
- 2000年香港立法會選舉
- 2007年香港區議會選舉
- 社會民主連線
- 保釣行動委員會

## 外部連結
- 麥國風Facebook[永久]
- 麥國風網誌（页面存档备份，存于）

| 前任： 黃英琦 | 灣仔區議員(樂活) 2008年1月1日-2011年12月31日 | 繼任： 白韻琹 |
| 政黨職務      |                                              |               |
| 前任： 首任   | 社會民主連線副主席(行政) 2008-2009           | 繼任： 王學今 |
| 前任： 首任   | 社會民主連線評議會委員 2010-                 | 繼任： 現任   |